# Carl Gustaf Cronhjort
Carl Gustaf Cronhjort, född 15 september  1694 i Kalmar, död 8 juli 1777 i Kläckeberga socken, var en svensk friherre, landshövding och politiker.

## Biografi
Carl Gustaf Cronhjort var son till Abraham Cronhjort och bror till Hans Henning Cronhjort. Han  var kapten i livgardet 1719 och major vid Kronobergs regemente 1731 från vilken tjänst han behärde avsked 1743. Han var sedan överste  och chef för Garnisonsregementet i Stralsund från 1749 till 1755. 
Han utnämndes till landshövding i Västernorrlands län 1755. Dock dömdes han 1756 till att mista tjänsten, riksrådet bekräftade i januari 1757. 1758 satte han upp ett eget husarregemente, troligen då Pommerska kriget började, och han rehabiliterades 1762 och blev samma år president i Krigskollegium, från vilket tjänst han begärde avsked 1768.
Cronhjort bevistade riksdagarna 1723—1770. Vid riksdagen 1740/1741 var han en ivrig hatt och krigshetsare. Efter det misslyckade kriget genomdrev Cronhjort tillsammans med Sten Coyet uppsättandet av en adlig frikår, till vars chef Cronhjort utsågs. Planen strandade på riksrådets motstånd. Vid riksdagen 1746/47 invaldes Cronhjort i sekreta utskottet, och blev medlem av kommissionen över de anklagade riksråden. På 1750-talet övergick han till hovpartiet vilket medverkade till att han av hattarna avsattes som landshövding 1756.

## Utmärkelser
- Riddare av Svärdsorden – 1748
- Kommendör av Svärdsorden – 1764
- Kommendör med stora korset av Svärdsorden – 1772